# Unanimated
Unanimated je švédská black/death metalová kapela založená roku 1988 ve městě Stockholm.
První studiové album se jmenuje In the Forest of the Dreaming Dead a vyšlo v roce 1993. V roce 1996 se kapela rozpadla, v roce 2007 se opět obnovila.

## Diskografie

### Dema
- Rehearsal Demo 1990 (1990)
- Fire Storm (1991)[3]

### Studiová alba
- In the Forest of the Dreaming Dead (1993)
- Ancient God of Evil (1995)
- In the Light of Darkness (2009)